# Johann Philipp Janson

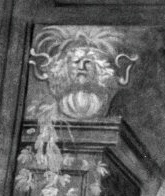
Porträtfresko von Pfarrer Johann Philipp Janson, in der kath. Kirche von Mönchberg

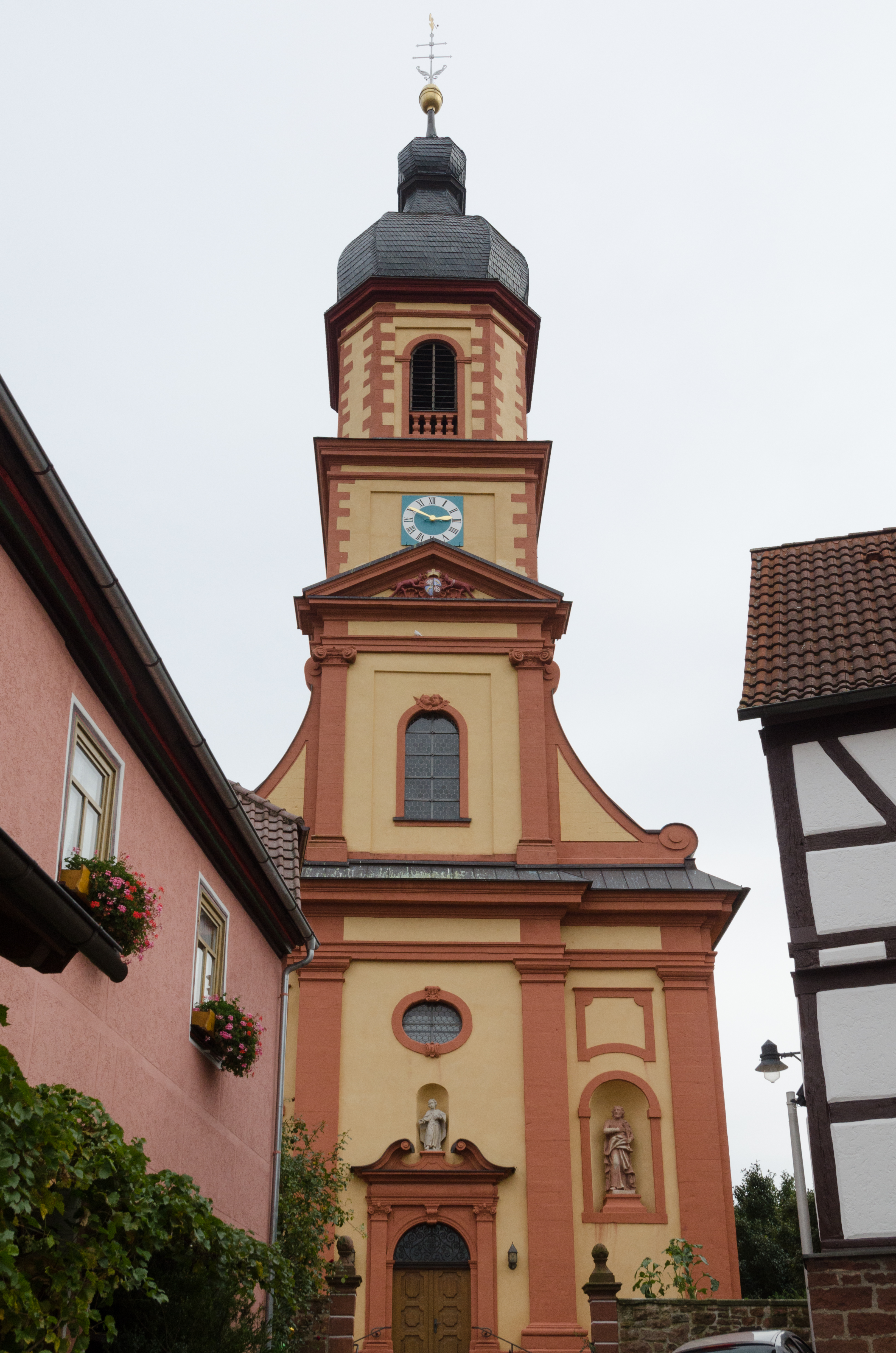
Die von Pfarrer Janson erbaute Kirche in Mönchberg

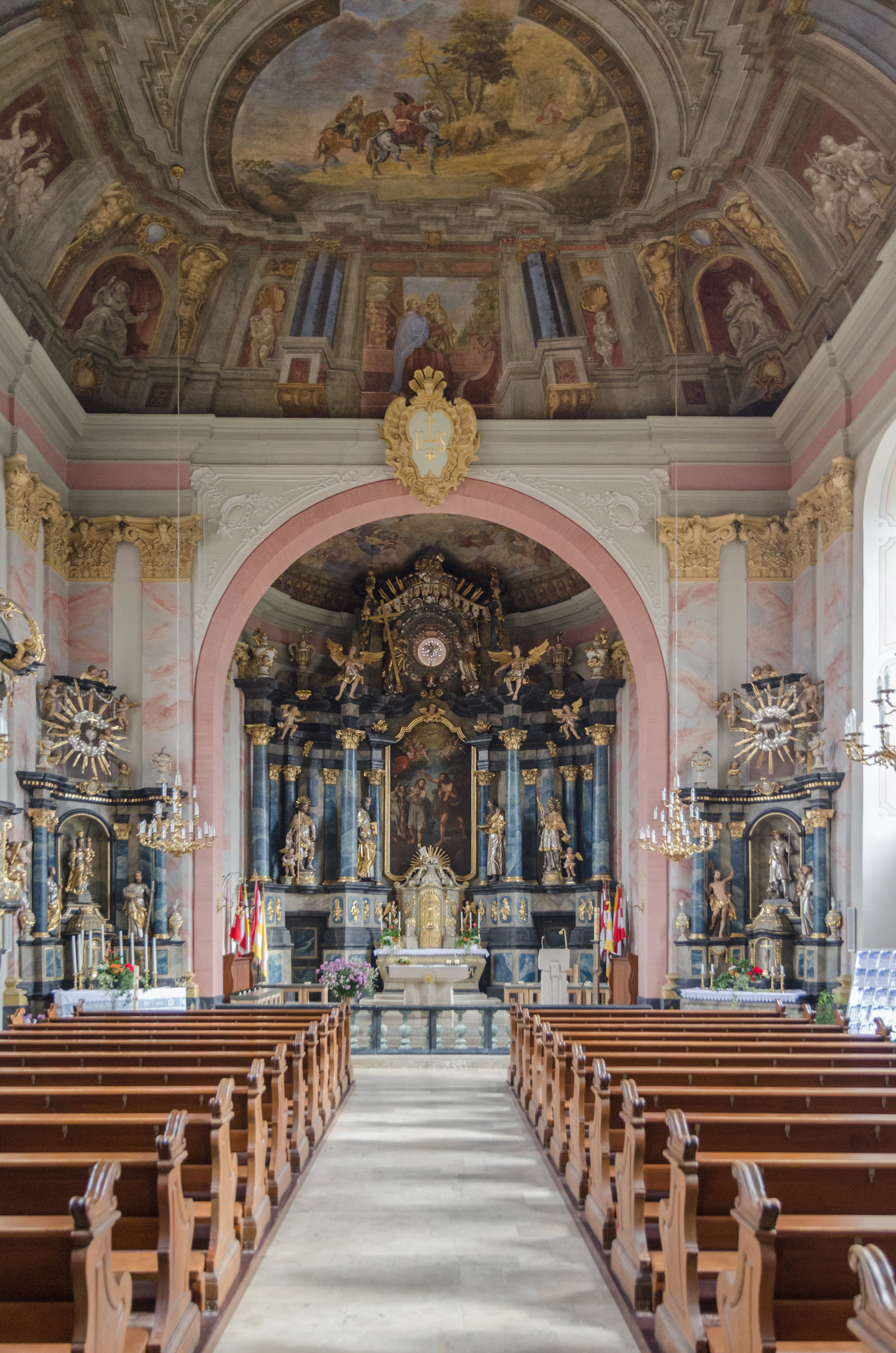
Das Innere der Kirche, mit einem Teil der Gemälde

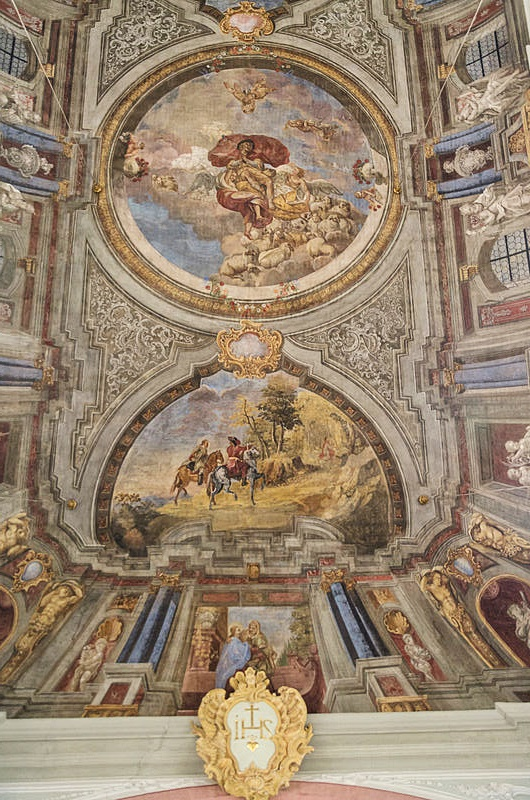
Die von Pfarrer Janson initiierten Deckenmalereien in der Mönchberger Kirche

Johann Philipp Janson (* 9. Februar 1707 in Ottersheim, Pfalz; † 15. August 1758 in Mönchberg, Unterfranken) war ein deutscher katholischer Priester im Erzbistum Mainz und Erbauer der Barockkirche St. Johannes der Täufer in Mönchberg.

## Leben und Wirken
Er war das erste von sieben Kindern der Ottersheimer Bauers- und Wirtsleute Anton Janson und seiner Frau Anna Margaretha geb. Baden. Ottersheim gehörte damals kirchlich zum Erzbistum Mainz, heute zum Bistum Speyer. Beim Tod hinterließen die Eltern Schulden in Höhe von 504 Gulden und es heißt in den Nachlasspapieren über den geistlichen Sohn: „...unterstützt in den Studentenjahren, soviel gekostet, dass seine Eltern in Schulden gekommen.“
1734 erhielt Janson in Mainz die Subdiakonatsweihe, 1736 die Priesterweihe. Zunächst Pfarrer in Johannesberg bei Aschaffenburg versetzte man ihn 1748 ins nahe Mönchberg. Beide Pfarreien gehörten in jener Zeit ebenfalls zum Erzbistum Mainz, jetzt zum Bistum Würzburg. 

### Pfarrer und Kirchenbauer in Mönchberg
In Mönchberg schickte man sich gerade an, eine neue Pfarrkirche zu bauen, das heute noch bestehende Gotteshaus St. Johannes der Täufer. In seinem Buch Mönchberger Kirchengeschichte, bezeichnet Altbürgermeister Eduard Schmitt den Priester 2001 als den „eigentlichen Schöpfer der Kirche“. Weiter heißt es dort, „Unbestritten ist, dass er nach seiner Einführung mit viel Energie an die Baumaßnahme heranging. Unbestritten sind auch seine Sach- und Fachkenntnisse. Was ihn besonders auszeichnete, war seine Unerschrockenheit und sein Durchsetzungsvermögen bei den als richtig erkannten Zielen. Sogar die Obrigkeit konnte ihn nicht von seinem eingeschlagenen Weg abbringen.“
Er wählte als Baumeister Johann Martin Schmitt († 1763) aus Miltenberg. Die neue Kirche sollte ursprünglich schief zwischen angrenzenden Scheunen stehen. Johann Philipp Janson sorgte für ihre genaue Ostung und ließ kurzerhand die Scheune eines Anliegers unten absägen, auf Walzen stellen und zur Seite rollen. Die bisherige Planung sah vor, dass man den Boden des teilweise zu überbauenden Friedhofs durch Abtragung nivellieren würde. Da der Geistliche gesundheitsschädliche Ausdünstungen aus den Gräbern befürchtete, veranlasste er stattdessen die Höherlegung des Hauptportals und eine Aufschüttung im Chorbereich. Die Mehrkosten beglich er aus eigener Tasche. Janson verhinderte die Eindeckung des Daches durch eine ortsansässige Ziegelei und ließ Schiefer aufbringen, was bei Wind und Wetter eine größere Sicherheit bot. Den seitens des Kurmainzer Amtmannes in Klingenberg am Main beauftragten Vergolder Wanck, aus Mainz, hinderte er 1751 am Betreten der Kirche und nahm ihm den Schlüssel weg, da eine verfrühte Vergoldung vermutlich irreparable Schäden an dem nicht völlig ausgetrockneten Gebäude hervorgerufen hätte. Gegen erbitterte Widerstände setzte Pfarrer Janson die Bemalung der gesamten Kirchen- und Chordecke mit Fresken durch, geschaffen von dem renommierten Barockmaler Johann Conrad Bechtold (1698–1786) aus Aschaffenburg. Sie sind heute der Stolz der Gemeinde und geben Janson recht, der damals zur Begründung schrieb:  „... das Hauptwerck des Gotteshauses ist, daß solches mit einer schönen Malerey mögte ausgezieret werden.“ Als Reverenz an den kunstsinnigen Auftraggeber hat ihn Bechtold in einem Fresko über dem Chorbogen verewigt. Man findet sein Porträt hier auf einer gemalten Vase deren Henkel zu den Buchstaben „P J“ (Philipp Janson) geformt sind. Die Kirche wurde am 26. September 1751  durch den Mainzer Weihbischof Christoph Nebel konsekriert.

## Tod
Pfarrer Johann Philipp Janson  starb am 15. August 1758 in Mönchberg und man setzte ihn gemäß testamentarischem Wunsch im Chor seiner Kirche bei. Ein Epitaph ist nicht vorhanden. In Erinnerung an seine eigenen Herkunftsverhältnisse vermachte er seine zahlreichen Bücher „dem nächst ordinierten Caplan, so von armen Eltern ist.“
Bei der Feier zum 250. Weihejubiläum der Mönchberger Kirche gedachte man Pfarrer Janson in mehreren Publikationen; zur Festmesse, am 30. September 2001, waren auch Nachkommen eines Bruders des Priesters anwesend.